# 金子元紀
金子 元紀（かねこ もとき、2001年3月21日 - ）は、ジャパンラグビーリーグワン狭山セコムラガッツに所属するラグビーユニオン選手。

## プロフィール
- 埼玉県出身[1]。
- ポジションはプロップ(PR)。
- 身長 180cm、体重 114kg。
- ニックネームはネコ、カネゴン[1]。

## 略歴
2019年、川口高校卒業後、立正大学ラグビー部に入部。
2023年、立正大学卒業後、セコムラガッツに加入。2024年12月22日に行われたジャパンラグビーリーグワン第1節のWG昭島戦にてリーグワン初出場を果たした。